# Kasachstanodiscus
Kasachstanodiscus es un género de foraminífero bentónico considerado un sinónimo posterior de Permodiscus de la subfamilia Asteroarchaediscinae, de la familia Archaediscidae, de la superfamilia Archaediscoidea, del suborden Fusulinina y del orden Fusulinida. Studies in Benthic Foraminifera en Benthos'90, Sendai (1990), Tokai University Press, 93-102.</ref> Su especie tipo era Planospirodiscus bestubensis. Su rango cronoestratigráfico abarcaba el Viseense inferior (Carbonífero inferior).

## Discusión
Algunas clasificaciones más recientes hubiesen incluido Kasachstanodiscus en el Suborden Archaediscina, del Orden Archaediscida, de la Subclase Afusulinana y de la Clase Fusulinata.

## Clasificación
Kasachstanodiscus incluía a las siguientes especies:
- ‘‘Kasachstanodiscus bestubensis †
- ‘‘Kasachstanodiscus bykovae †
- ‘‘Kasachstanodiscus curtus †
- ‘‘Kasachstanodiscus kischkinensis †
  - ‘‘Kasachstanodiscus kischkinensis laevis †
- ‘‘Kasachstanodiscus kisiltusensis †
- ‘‘Kasachstanodiscus kurmatchitensis †
- ‘‘Kasachstanodiscus longus †
- ‘‘Kasachstanodiscus rarus †
- ‘‘Kasachstanodiscus similis †
- ‘‘Kasachstanodiscus tenuis †

Otra especie considerada en Kasachstanodiscus es:
- Kasachstanodiscus obtusus †, de posición genérica incierta